# 箱入り息子の恋
『箱入り息子の恋』（はこいりむすこのこい）は、2013年6月8日公開の日本映画。ミュージシャンとしても活躍している星野源の映画初主演作品。

## あらすじ
天雫（あまのしずく）健太郎は市役所に勤務する35歳の男性。生真面目で内気な性格が災いし、これまで女性との恋愛経験が無くいまだに実家で両親と暮らしている。
健太郎の父・寿男（平泉成）と母・フミ（森山良子）は息子の将来を気遣い、親同士が子どもに代わって見合い相手を探す 「代理見合い」に出席。そこで今井奈穂子（夏帆）の両親と知り合う。
奈穂子の父・晃（大杉漣）は健太郎のプロフィールを見て「冴えない男」と評価し見合い相手の対象から外してしまうが、ひょんな事から健太郎の人柄を知った奈穂子の母・玲子（黒木瞳）は天雫家にコンタクトを取り健太郎と奈穂子の見合いの場をセッティングする。
かくして行われた両家の顔合わせの場は惨憺たるものであった。顔合わせで初めて奈穂子の目が不自由だと知り戸惑いを隠せない健太郎の父母。健太郎では娘は守れないとはなから決めつける奈穂子父に、夫の無礼を必死に謝るばかりの奈穂子母。当の本人たちをよそに両家は最悪の形で見合いを終えるが、健太郎と奈穂子は互いに惹かれあっていた。
2人は奈穂子の父に黙ってデートを重ねる。健太郎行きつけの吉野家に行ったり、公園を散歩したり、外でのんびりジュースを飲んだり、交際を認めてもらえるよう昇任試験を受けようとしたり、健太郎の日常は彼女の存在によって徐々に変わっていく。
しかしついに交際がバレてしまい、奈穂子を車から守ろうとした健太郎は大けがをし、それまで交際を応援していた健太郎の母からも交際を反対されてしまう…。

## キャスト
天雫健太郎
演 - 星野源
市役所の記録課に勤務する35歳の童貞男性。彼女歴なし。13年間無遅刻無欠席で、17時になるとほとんど寄り道もせず帰宅する日々を送る。酒タバコはやらない。趣味は貯金と格闘ゲームとペットのカエルの飼育。節約のために勤務日も昼食は自宅に食べに帰る。本人によると結婚願望は全くないとのこと。真面目で内気な性格で極度の上がり症。特技はカエルの鳴き真似。
今井奈穂子
演 - 夏帆
健太郎の見合い相手。健太郎と同じ大学の9学年後輩にあたる。目が不自由だが生まれつきというわけではなく、病気になる前の子供の頃は見えていた。これまでに晃が持ってくる見合い相手のプロフィールが学歴や職業重視の男性ばかりで食傷気味。好きなタイプの男性は、自分と気が合う人。趣味はピアノを弾くこと。左利き。

### 天雫家
天雫寿男
演 - 平泉成
健太郎の父。作中では天雫の家系が途絶えてしまうことに危機感を覚え、健太郎の結婚を熱望する。見合いで健太郎に質問されたのに率先して代わりに答えるなど息子に対してやや過保護な性格。
天雫フミ
演 - 森山良子
健太郎の母。普段は息子想いの優しくおおらかな考えの持ち主。ただし健太郎を悪く言う人には、はっきりと反論する。手先が器用でカンがよく飲み込みが早い。

### 今井家
今井晃(あきら)
演 - 大杉漣
奈穂子の父。奈穂子の結婚相手には、盲目の娘を一生支えるだけの男としての気概が必要との考えを持つ。頼りない印象の健太郎を見て「娘を任せられない」と交際を反対する。会社社長をやっているせいか周りの人間に対し、威圧的で傲慢な言動をしている。奈穂子に愛情を注いでいるが、自分の考え重視で周りの意見を聞かない性格。
今井玲子
演 - 黒木瞳
奈穂子の代理お見合いに参加した。社長である晃を支え、一歩下がったような控えめな女性。プライベートでは晃が他人に無礼な言動をすると代わりに謝る役目となっている。晃と同じく奈穂子の将来を案じているが、本人の気持ちを一番に考え、2人の恋を応援する。

### その他
ふなこしさん
演 - 穂のか
健太郎が勤務する市役所の同僚。職場では同僚たちから男好きと噂されているが、本人曰く「異性を振り向かせようと必死なだけ」。酒癖が悪い。健太郎が奈穂子と親しくしているのを目撃して応援する。
大場くん
演 - 栁俊太郎
健太郎が働く市役所の部下。髪型はロン毛。ふなこしが男好きだという噂をする。
(役名不明)
演 - 古舘寛治
健太郎の上司で記録課の課長。
(役名不明)
演 - 竹内都子
天雫家の隣人。他人ながら健太郎の結婚を心配している。本人に悪気はないらしいが「健太郎くんは、愛想がないから」などと直接思ったことを口にしてしまう性格。また、知らぬ間に天雫家に入り浸り、家族の会話に混じる図々しいおばさん。

## スタッフ
- 監督・脚本：市井昌秀
- 共同脚本：田村孝裕
- 音楽：高田漣
- 主題歌：高田漣 feat. 細野晴臣「熱の中」
- 撮影：相馬大輔
- 照明：佐藤浩太
- 録音：尾崎聡
- 編集：洲崎千恵子
- 助監督：副島宏司
- 音響効果：小島彩（カモメファン）
- ポスプロ協力：早稲田/東宝芸術科学センター
- アクション：谷本峰（ユーデンフレームワークス）
- ロケ協力：ふじみ野市、ふじみ野市ロケーションサービス、土浦市、つちうらフィルムコミッション、日野映像支援隊　ほか
- ゲーム協力：ディンプス「ザ・ランブルフィッシュ2」
- 特別協賛：吉野家、IBJ
- 製作総指揮：木下直哉、水口昌彦、齋藤正登
- プロデューサー：武部由実子、中林千賀子
- 製作プロダクション：キノフィルムズ、ブースタープロジェクト
- 製作委員会メンバー：木下工務店、ポニーキャニオン、TBSサービス
- 配給：キノフィルムズ

## 受賞
- 第37回日本アカデミー賞新人俳優賞（星野源、『地獄でなぜ悪い』と合わせて）[1]
- 68回毎日映画コンクール スポニチグランプリ新人賞（星野源）[2]
- 第35回ヨコハマ映画祭最優秀新人賞（星野源、『地獄でなぜ悪い』と合わせて）[3]
- 第5回TAMA映画賞 最優秀新進男優賞（星野源、『地獄でなぜ悪い』、『聖☆おにいさん』と合わせて）
- 第23回日本映画批評家大賞 新人賞・南俊子賞（星野源）[4]
- 第54回日本映画監督協会新人賞（市井昌秀）